# Sidia Jatta
Sidia Sana Jatta (auch mit der Schreibweise Sedia Jatta) (* 1945) ist ein gambischer Politiker und Parteivorsitzender der People’s Democratic Organisation for Independence and Socialism (PDOIS). In der Zeitung Foroyaa betätigt er sich als Redakteur.

## Politisches Leben
| Parlamentswahl | Stimmen | Stimmanteil |
| -------------- | ------- | ----------- |
| 1987           | 222     | 5,94 %      |
| 1992           | 535     | 15,51 %     |

| Parlamentswahl | Stimmen | Stimmanteil |
| -------------- | ------- | ----------- |
| 1997           | 5.499   | 48,93 %     |
| 2002           | n/a     | gewählt     |
| 2007           | 3.898   | 55,43 %     |
| 2017           | 3.287   | 53,20 %     |

Sidia Jatta, gelernter Erziehungswissenschaftler, gründete 1986 die Partei PDOIS und wurde deren gewählter Vorsitzender im Dezember 1987. Als Präsidentschaftskandidat trat er zu den Wahlen 1992 und 1996 an, errang aber nur wenige Stimmen (1992: 5,2 %; 1996: 2,9 %), auch bei der Präsidentschaftswahl 2001 konnte er nur 2,9 % der Stimmen erzielen.
Bei der Wahl zum Parlament 1997 war er für seinen Distrikt Wuli erfolgreich, er errang 48,9 % der Stimmen. Diesen Erfolg konnte er 2002 noch wiederholen. Für die Parlamentswahlen 2007 schloss sich die PDOIS der Koalition National Alliance for Democracy and Development (NADD) an, den einen errungenen Sitz nahm Jatta ein.
Mit dem Einzug ins Parlament ist er energischer Kritiker der regierenden Partei Alliance for Patriotic Reorientation and Construction (APRC).
Von 2006 bis 2009 gehörte er dem Vorstand der Frauenrechtsorganisation GAMCOTRAP an.
Zu den Parlamentswahlen 2017 trat Jatta erneut im Wahlkreis Wuli West als PDOIS-Kandidat an und gewann mit 3287 Stimmen (53,20 %).
Bei den Parlamentswahlen 2022 verlor er den Wahlkreis mit 2165 Stimmen (28,05 %) an den NPP-Kandidaten Nfamara Sabally (* 1989), der 3359 Stimmen (43,53 %) erhielt.

## Familie
Sidia Jatta ist der Bruder von Kemo Jatta (um 1935; † 2015), Seyfo für den gambischen Distrikt Wuli West.